# Josep Marí Ribas
Josep Marí Ribas, també conegut com Agustinet (Sant Josep de sa Talaia, 8 de març de 1959) és un polític eivissenc, diputat al Parlament de les Illes Balears en la cinquena legislatura i des de 2015 fins a 2021 alcalde de Sant Josep de sa Talaia.

## Biografia
Treballà a la Banca March, de la qual fou directiu de 1989 a 1999. A les eleccions municipals espanyoles de 1983 es postulà a l'Ajuntament de Sant Josep de sa Talaia com a independent dins les llistes del PSIB-PSOE, partit al qual s'afilià el 1985. Fou escollit novament regidor a les eleccions municipals espanyoles de 1999 i diputat a les eleccions al Parlament de les Illes Balears de 1999 pel Pacte Progressista. De 1999 a 2003 fou conseller d'Urbanisme i Turisme del Consell Insular d'Eivissa i Formentera.
A les eleccions municipals espanyoles de 2003 fou elegit regidor de Sant Josep de sa Talaia pel Pacte Progressista, i a les eleccions de 2007 en sortí escollit alcalde. Després de les eleccions municipals espanyoles de 2011 va renovar el càrrec, però el desembre una moció de censura del PP i Alternativa Insular li arrabassà l'alcaldia. Després de les eleccions municipals espanyoles de 2015 tornà a recuperar l'alcaldia mercè a un acord entre el PSIB-PSOE i Guanyem.